# Jasmeen Patheja
Jasmeen Patheja  é uma artista e ativista de direitos humanos na Índia, nascida em Calcutá, Bengala Ocidental. Ela se formou em artes plásticas na  Srishti School of Art Design and Technology. É reconhecida como uma liderança em educação e conscientização sobre violência de gênero na Índia. Fundou a organização Blank Noise.
Ela foi reconhecida como fellow da TED e Ashoka.